# Lestes quadristriatus
Lestes quadristriatus – gatunek ważki z rodziny pałątkowatych (Lestidae). Występuje na terenie Ameryki Południowej.